# Большая Элнать
Большая Элнать — река в России, протекает в Буйском районе Костромской области и Любимском районе Ярославской области. Левый приток реки Элнать.
Длина реки — 14 км. Сельские населённые пункты около реки: Буйский район — Великушка; Любимский район — Мотыгино, Кипино, Дор, Минино, Ключевая.
Пересекает железную дорогу Данилов — Буй.

## Данные водного реестра
По данным государственного водного реестра России относится к Верхневолжскому бассейновому округу, водохозяйственный участок реки — Кострома от истока до водомерного поста у деревни Исады, речной подбассейн реки — Волга ниже Рыбинского водохранилища до впадения Оки. Речной бассейн реки — (Верхняя) Волга до Куйбышевского водохранилища (без бассейна Оки).